# Гхагга

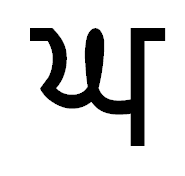

Гхагга (в.-пандж. ਘੱਗਾ), гхугга (хинди घुग्गा), ਘ — девятая буквы алфавита гурмукхи, обозначает придыхательный звонкий велярный взрывной согласный.

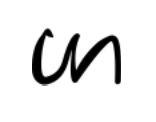
«Гха» хатсэликна (рукописная)